# Sàlih

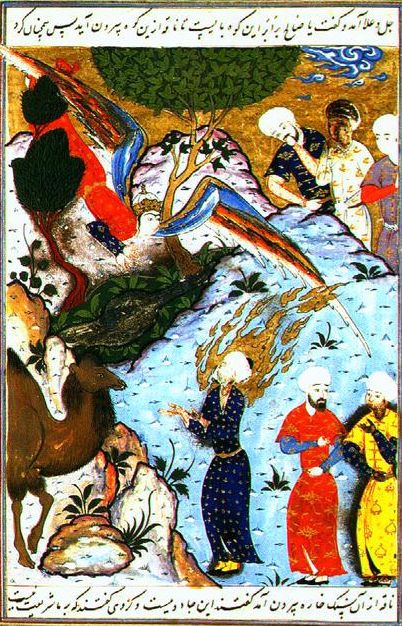
Sàlih exhorta els Thamud a mirar la camella, miniatura dHistòries dels profetes

Segons la tradició islàmica, Sàlih (àrab: صالح, Ṣāliḥ, literalment ‘Pietós') hauria estat un profeta àrab d'època preislàmica, mencionat nou cops a l'Alcorà, i de vegades assimilat a la figura de Xèlah, del Tanakh hebreu. Cronològicament, se'l sol situar abans d'Abraham. Hauria predicat a la tribu de Thamud, un poble considerat tan pervers que, a causa dels seus pecats, va acabar sent destruït per Déu. La tradició alcorànica diu que, com que els Thamud demanaven un miracle per confirmar la veritat del missatge de Sàlih, Déu els hauria enviat una camella, amb l'ordre que la tinguessin salva i estalvia. Tanmateix, els Thamud la mutilaren. Sàlih els advertí que si no se'n penedien i adoraven Déu, aquest els castigaria en passar tres dies. Al cap de tres dies, Déu provocà un terratrèmol que assolà al-Hijr, la ciutat dels Thamud; només se salvaren Sàlih i els pocs que el seguien.